# Creuzburg (Adelsgeschlecht)

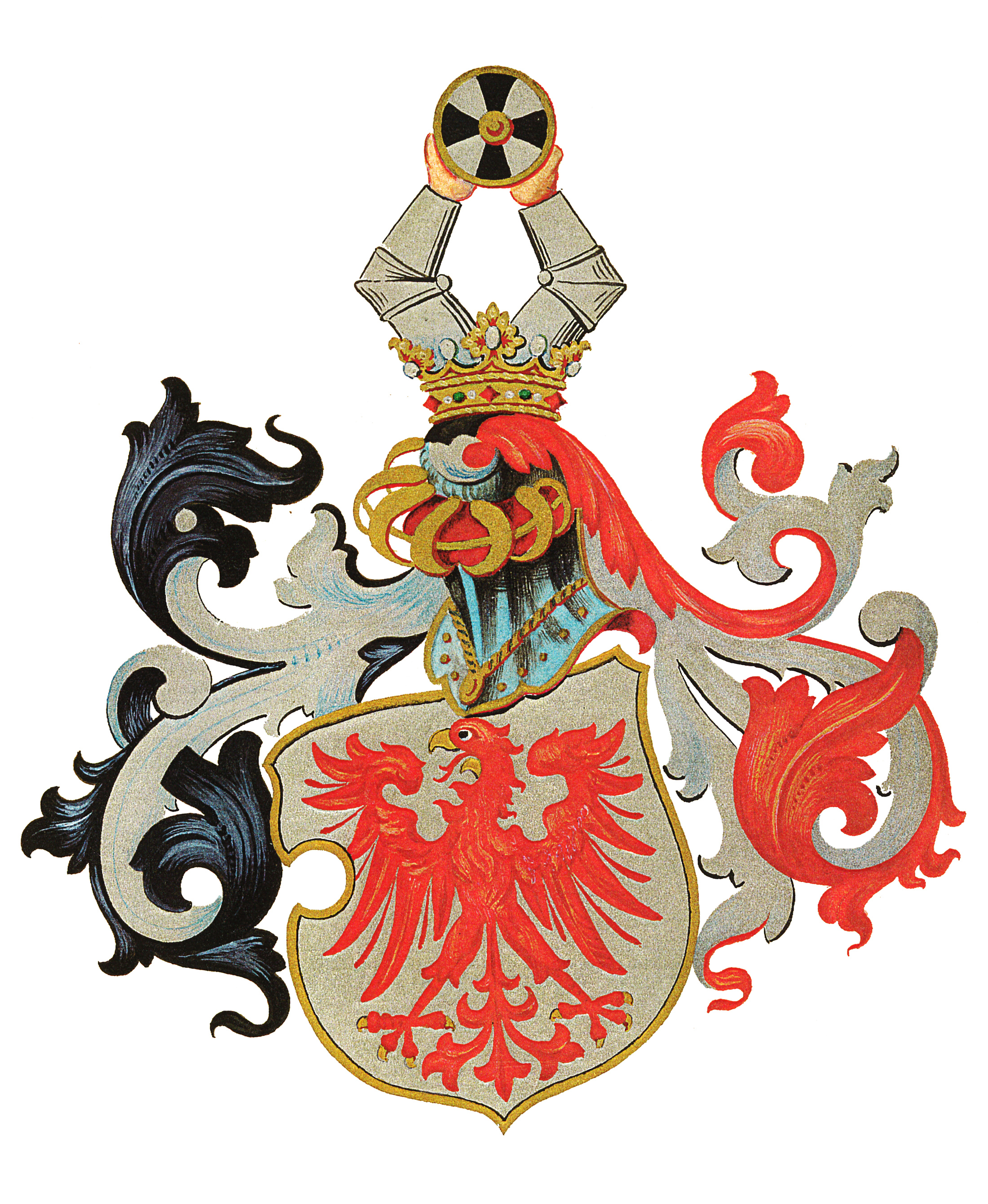
Wappen des Adelsgeschlechts "von Creuzburg" („In Silber ein roter Adler; auf dem gekrönten Helm haltend zwei silbergeharnischte Arme eine Scheibe mit schwarzem Kreuz; die Helmdecken sind schwarz/silber, rot/silber.“ Siebmachers Wappenbuch des sächsischen Adels II. Band, 3. Teil, Foliant 36, Tafel 39)

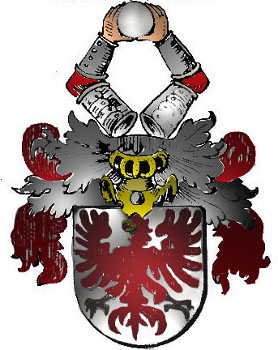
Wappen derer von Creutzburg

Die von Creuzburg (auch: Creutzburg, Kreutzburg; in frühen Nennungen auch: Cruce-/Cruciberg, -berch, -burch, -borg) waren ein altritterliches, thüringisches Adelsgeschlecht.

## Herkunft und Bedeutung des Namens
Creuzburg ist ein Siedlungs-  bzw. Ortsname. Er enthält im ersten Namensglied das althochdeutsche Kruci bzw. altsächsische Kruzi, beides entlehnt aus dem lateinischen crux  (Kreuz). Im zweiten Namensglied bezieht sich der Name auf einen Burgnamen, die Creuzburg an der Werra bei Eisenach. Namensglieder mit –burg  leiten sich aus dem urgermanischen –burgs ab, mit der Bedeutung „Hügel“ oder „geschützte Höhe“.

## Geschichte

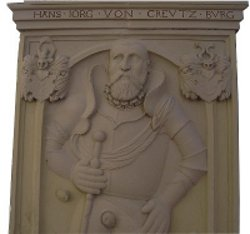
Ritter Hans Jorg von Creutzburg (Grabdenkmal des 1584 verstorbenen Hans Jorg von Creutzburg. Es befindet sich im rechten Pfeiler des Triumphbogens in der Kirche in Bischofroda. Er ist in ganzer Gestalt und voller Rüstung dargestellt.)

Als Burgritter auf der Burg Creuzburg nahmen sie ihren Anfang. Landgräfliche Burgen wie die Creuzburg wurden Burgmannen  zur Bewachung und Lehen gegeben, welche nicht selten den Namen der Burg annahmen.
Im Jahr 1196 wurden Burchart und Nortmann Burgmänner der Burg Creuzburg, nahmen den Namen dieser Burg an und nannten sich fortan Cruczeburg und Cruceburg. Sie wurden Grund- und Lehnsherren in Berka vor dem Hainich und Bischofroda. Über mehrere Jahrhunderte  bestimmten sie hier wesentlich die Entwicklung des Landes.
Nach der Gleichensteinschen Stammtafel erschien im Jahr 1242 Eckard von Creuzburg als Burgmann der Burg Grimmenstein bei Gotha, auf den 1262 die Gebrüder Meinfried und Bruno von Creuzburg folgten. Weiterhin erschienen Berthold (1260/66) und seine Söhne Berthold und Hermann genannt Jurebelle. Bruno und Mefried von Creuzburg sind 1263 Grund- und Lehnsherren in Sallmannshausen, heute ein Ortsteil von Gerstungen.
Als Grund- und Lehnsherren dienten sie in Westthüringen den Thüringer Landgrafen, wobei sich die Bischofrodaer Linie als die bedeutendste Linie der Herren von Creuzburg entwickelte.
So ist Berthold von Creutzburg um 1300 Lehnsherr in Dankmarshausen, Johann von Creuzburg 1369 in Stedtfeld. Im Jahre 1351 stellte Landgraf Friedrich erneut einen Lehnsbrief für Hans und Hermann von Creuzburg für Berka und Bischofroda aus. Im Jahr 1416 sind Hans und Wetzel von Creuzburg Vögte auf Burg Haineck bei Nazza. Heinrich von Creuzburg ist 1525 Gutsherr auf Merxleben. Im Jahr 1563 wird Georg von Creuzburg mit den Gütern Schnellmannshausen, Scherbda und Frankenroda belehnt.
Weitere Besitzungen der Herren von Creuzburg befanden sich in Ifta, Madelungen, Spichra und Lengröden.
Anna, geborene von Crutzburgk (Creuzburg) war mit Johannes Muth, Ratsherr und Bürgermeister von Homberg an der Efze verheiratet. Zusammen waren sie die Eltern von Johannes Muth (1468–1504), Kanzler des hessischen Landgrafen Wilhelm II. und Beisitzer am Hofgericht, und des Humanisten Mutianus Rufus (Conrad Muth; 1470–1526).

## Wappen
In silbernen Felde ein roter Adler. Auf dem Helm halten zwei rote mit silbernen Aufschlag bekleidete Arme eine silberne Kugel. Die Helmdecken sind silbern und rot.

## Literatur

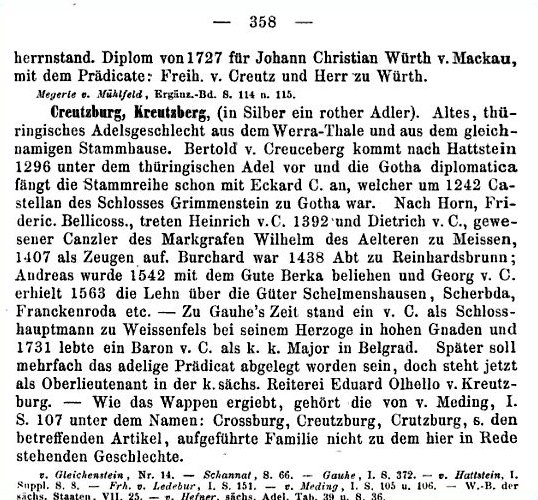
Auszug aus Neues allgemeines deutsches Adels-Lexicon von Ernst Heinrich Kneschke, Leipzig 1860